# Кармен Мартін
Кармен Мартін  (ісп. Carmen Martín, 29 травня 1988) — іспанська гандболістка, олімпійська медалістка.

## Виступи на Олімпіадах
| Олімпіада   | Дисципліна | Місце |
| ----------- | ---------- | ----- |
| Лондон 2012 | гандбол    | 3     |